# (35335) 1997 FU1
1997 FU1 (asteroide 35335) é um asteroide da cintura principal. Possui uma excentricidade de 0.09678230 e uma inclinação de 15.03846º.
Este asteroide foi descoberto no dia 30 de março de 1997 por Spacewatch em Kitt Peak.